# Volenice (Boêmia do Sul)
Volenice é uma comuna checa localizada na região da Boêmia do Sul, distrito de Strakonice.